# Gambusia eurystoma
Gambusia eurystoma är en fiskart i familjen levandefödande tandkarpar som lever endemiskt i floden Grijalva i Mexiko.

## Utseende
Fisken blir som vuxen sällan längre än 35 mm. Förutom genom storleken skiljs könen från varandra genom honans större buk, och genom att analfenan hos hanen är omvandlad till ett kanalförsett parningsorgan – ett så kallat gonopodium.

## Fortplantning
Hos Gambusia baracoana sker fortplantningen genom inre befruktning, där hanens gonopodium används som parningsorgan. Arten är vivipar och honan föder sålunda levande ungar, och parningstiden löper över hela året. Honan kan få flera kullar även utan mellanliggande parningar, eftersom hon som hos alla Gambusia kan spara livskraftig sperma i äggledarna genom så kallad förrådsbefruktning.